# Coto Norte
Coto Norte es un barrio ubicado en el municipio de Manatí en el estado libre asociado de Puerto Rico. En el Censo de 2010 tenía una población de 11250 habitantes y una densidad poblacional de 1.119,21 personas por km².

## Geografía
Coto Norte se encuentra ubicado en las coordenadas 18°26′3″N 66°27′35″O / 18.43417, -66.45972. Según la Oficina del Censo de los Estados Unidos, Coto Norte tiene una superficie total de 10.05 km², de la cual 10.04 km² corresponden a tierra firme y (0.08%) 0.01 km² es agua.

## Demografía
Según el censo de 2010, había 11250 personas residiendo en Coto Norte. La densidad de población era de 1.119,21 hab./km². De los 11250 habitantes, Coto Norte estaba compuesto por el 82.48% blancos, el 8.16% eran afroamericanos, el 0.59% eran amerindios, el 0.16% eran asiáticos, el 0.01% eran isleños del Pacífico, el 6.23% eran de otras razas y el 2.37% pertenecían a dos o más razas. Del total de la población el 99.53% eran hispanos o latinos de cualquier raza.